# Broadminded
Broadminded is een Amerikaanse filmkomedie uit 1931 onder regie van Mervyn LeRoy.

## Verhaal
Jack Hackett wordt door zijn vader weggestuurd, zodat hij het gokken, de meisjes en de drank achter zich kan laten. Hij gaat met de onbetrouwbare Ossie Simpson op pad en in geen tijd zitten maken ze samen weer goede sier. Ze ontmoeten onderweg ook Poncho Arango. Ze reizen naar Pasadena, waar Jack zijn droommeisje leert kennen.

## Rolverdeling
| Acteur              | Personage           |
| ------------------- | ------------------- |
| Joe E. Brown        | Ossie Simpson       |
| Ona Munson          | Constance Palmer    |
| William Collier jr. | Jack Hackett        |
| Marjorie White      | Penny Packer        |
| Holmes Herbert      | John J. Hackett sr. |
| Margaret Livingston | Mabel Robinson      |
| Thelma Todd         | Gertie Gardner      |
| Béla Lugosi         | Pancho Arango       |
| Grayce Hampton      | Tante Polly         |